# セレクションセール
セレクションセールは、日高軽種馬農業協同組合（HBA）の主催で毎年7月のセレクトセールの翌週の平日に、北海道日高郡新ひだか町静内にある同協同組合北海道市場で開催される競走馬のセリ市である。

## 概要
元々、年に数回に分けて、競走馬のうち、1歳（旧2歳）を対象として、「特別市場」として行われていたが、これを2001年に年1回の開催に絞り、セレクトセールのあくる週、概ね7月第3週の平日に開催されるようになった。
上場馬の選定にあたっては「販売希望者の自己評価」「販売希望価格による選抜」などがあったが、近年はセレクションセール上場馬選考委員会の定める、血統基準に沿って、参加申し込みのあった上場馬を書類、並びに現地実馬調査などを通して厳正に審査して上場馬を決定する。実馬調査による審査は日本で唯一である。セールに上場される競走馬は北海道はもとより、東北地方、九州の生産牧場からも申し込みがある。また購買者が安心してセリに参加できるようにするため、売却できなかった馬については「主取り」の手数料も徴収されるなどの工夫を凝らしており、売却率・総額などは年々新記録を更新している。
2020年は新型コロナウィルスのため、平年のサマーセールが行われる8月下旬に移動して行われたが、それでも平均価格・売却総額はレコードを更新。2021年もそれらに加え、売却率も新記録を達成するなどの好況を見せ、2022年のセールは会期を2日間に延長して行われる。また、これより前の2018年から、サマーセールの前日に、サマープレミアムセールも開催されており（2019年一時休止）、このサマープレミアムセールとセレクションセールは出品馬の上場申し込みを同時に実施し、HBAの審査基準を基に、成長曲線などの要素を踏まえ審査に合格した馬の最適な季節に上場できるようになり、出品馬の分散化を図っている。
2024年は更に会期を1日延長し、初日はさらにより厳選された馬をラインナップさせた「プレミアムセッションの部」が新設された。

## 主な出身馬
（括弧）内は上場年。太字はGI級レース。
- サニングデール（2000年・旧セレクト市場） - 2002年ファルコンステークス、函館スプリントステークス、CBC賞、2004年阪急杯、高松宮記念
- ハードクリスタル（2001年） - 2006年東海ステークス、ブリーダーズゴールドカップ
- フィールドルージュ（2003年） - 2007年名古屋グランプリ、2008年川崎記念
- ピカレスクコート（2003年） - 2007年ダービー卿チャレンジトロフィー
- ロジック（2004年） - 2006年NHKマイルカップ
- メルシーエイタイム（2004年） - 2007年中山大障害、東京ハイジャンプ
- マンハッタンスカイ（2004年） - 2008年福島記念
- トーホウレーサー（2005年） - 2007年ニュージーランドトロフィー
- スマートギア（2005年） - 2012年中日新聞杯
- ラッシュストリート（2005年） - 2010年佐賀記念
- シルクフォーチュン（2006年） - 2011年プロキオンステークス、2012年根岸ステークス、カペラステークス
- アンペア（2006年） - 2008年リリーカップ、エーデルワイス賞
- セイウンワンダー（2007年） - 2008年新潟2歳ステークス、朝日杯フューチュリティステークス 2010年エプソムカップ
- アントニオバローズ（2007年） - 2009年シンザン記念
- エーシンビートロン（2007年） - 2014年サマーチャンピオン
- エーシンホワイティ（2007年） - 2010年ファルコンステークス、2014年新潟ジャンプステークス
- コスモヘレノス（2007年） - 2010年ステイヤーズステークス
- マイネルメダリスト（2008年） - 2014年目黒記念
- ショウナンマイティ（2009年） - 2012年大阪杯
- アースソニック（2009年） - 2013年京阪杯
- マジカルポケット（2009年） - 2010年函館2歳ステークス
- ホッコータルマエ（2010年） - 2012年レパードステークス、2013年佐賀記念、名古屋大賞典、アンタレスステークス、かしわ記念、帝王賞、JBCクラシック、東京大賞典、2014年川崎記念、チャンピオンズカップ、東京大賞典、2015年川崎記念、帝王賞、2016年川崎記念
- マイネルバイカ（2010年） - 2015年白山大賞典
- シゲルリンゴ（2010年） - 2014年玄界灘賞
- マイネルクロップ（2010年） - 2015年佐賀記念、マーチステークス
- テイエムイナズマ（2011年） - 2012年デイリー杯2歳ステークス
- サウンドリアーナ（2011年） - 2012年ファンタジーステークス
- ストークアンドレイ（2011年） - 2012年函館2歳ステークス
- テイエムチカラ（2011年） - 2016年サイネリア賞、春望賞、すみれ賞、九千部山賞、水無月賞
- ビッグアーサー（2012年） - 2016年高松宮記念、セントウルステークス
- サーストンコラルド（2012年） - 2018年東京ジャンプステークス、東京ハイジャンプ
- トーコーポセイドン（2012年） - 2013年兵庫若駒賞、園田ジュニアカップ、2014年MRO金賞
- トーコーガイア（2012年） - 2014年ゴールドジュニア、兵庫ダービー
- ドクターナイーヴ（2012年） - 2014年新緑賞
- モルトベーネ（2013年） - 2017年アンタレスステークス
- インディウム（2013年） - 2014年園田ジュニアカップ、2015年菊水賞、兵庫ダービー、2018年白銀争覇
- メイショウダッサイ（2014年） - 2019年小倉サマージャンプ、2020年中山大障害、東京ハイジャンプ、2021年中山グランドジャンプ、阪神スプリングジャンプ
- ダンツプリウス（2014年） - 2016年ニュージーランドトロフィー
- マイネルハニー（2014年） - 2016年チャレンジカップ
- ティモシーブルー（2015年） - 2019年百万石賞、中日杯、2020年金沢スプリングカップ
- クオリティスタート（2015年） - 2019年・2020年ヒダカソウカップ、2020年ノースクイーンカップ
- モズオトコマエ（2015年） - 2017年黒潮菊花賞、2018年イヌワシ賞
- アスタークライ（2015年） - 2018年新春盃
- ソルサリエンテ（2015年） - 2020年エトワール賞
- アルクトス（2016年） - 2019年プロキオンステークス、2020年マイルチャンピオンシップ南部杯、2021年マイルチャンピオンシップ南部杯、さきたま杯
- ジェネラーレウーノ（2016年） - 2018年 京成杯、セントライト記念
- ダイアトニック（2016年） - 2019年スワンステークス、2020年函館スプリントステークス、2022年阪急杯、スワンステークス、阪神カップ
- メイショウテッコン（2016年） - 2018年ラジオNIKKEI賞、2019年日経賞
- テーオーエナジー（2016年） - 2018年兵庫チャンピオンシップ、2021年オータムカップ
- ワークアンドラブ（2016年） - 2019年マイルグランプリ、2020年サンタアニタトロフィー
- ナリタミニスター（2016年） - 2020年金沢スプリントカップ、園田チャレンジカップ、ゴールド争覇、2021年兵庫ウインターカップ
- サンレイポケット（2016年） - 2021年新潟大賞典
- モズベッロ（2017年） - 2021年日経新春杯
- ディープボンド（2018年） - 2020年京都新聞杯、2021年阪神大賞典、フォワ賞、2022年阪神大賞典
- シゲルピンクルビー（2019年） - 2021年フィリーズレビュー
- ジャックドール（2019年） - 2022年金鯱賞、2022年札幌記念、2023年大阪杯
- メイショウフンジン（2019年） - 2025年佐賀記念
- ジャスティンロック（2020年） - 2021年京都2歳ステークス
- エエヤン（2021年） - 2023年ニュージーランドトロフィー
- ミトノオー（2021年） - 2023年兵庫チャンピオンシップ
- シランケド（2021年） - 2025年中山牝馬ステークス
- ピューロマジック（2022年） - 2024年葵ステークス、北九州記念、2025年アイビスサマーダッシュ
- セキトバイースト（2022年） - 2025年府中牝馬ステークス
- カズタンジャー（2022年） - 2025年マーキュリーカップ
- ダンツエラン（2023年） - 2024年ファンタジーステークス